# 何观清
何观清（1911年—1995年），男，广东宝安人，中国流行病学家、公共卫生学专家，曾任中国协和医科大学教授，第六、七届全国政协委员。